# Meningite stafilococcica
La meningite stafilococcica è una forma di meningite con caratteristica presenza di liquor torbido.

## Epidemiologia
La sua incidenza si attesta a valori che oscillano dal 3 all'8%.

## Fattori di rischio
Costituiscono fattori di rischio la presenza in passato di altre forme di meningiti o di ascessi cerebrali e l'attuale manifestazione di endocardite infettiva.

## Eziologia
Ogni tipo di meningite è causata da più agenti patogeni, in quella stafilococcica si possono annoverare fra essi il S. aureus o S. epidermidis. L'infezione può essere causata direttamente da traumi cranici o da interventi chirurgici, e indirettamente come conseguenza dell'osteomielite o anche dell'ascesso cerebrale.

## Trattamento
Dopo aver isolato e individuato l'agente eziologico inizia la terapia che consiste nella somministrazione di teicoplanina o della vancomicina.

## Prognosi
La prognosi è nefasta, si registrano casi di morte delle persone infette per un totale del 30% dei casi.